# Luisa Casillo
Pour les articles homonymes, voir Casillo.
Luisa Casillo (née le 8 juillet 1988 à San Giuseppe Vesuviano) est une joueuse italienne de volley-ball. Elle mesure 1,88 m et joue au poste de centrale. 

## Clubs
| Club                    | Pays   | De        | À         |
| ----------------------- | ------ | --------- | --------- |
| Club Italia             | Italie | 2004-2005 | 2005-2006 |
| Centro Santulli Aversa  | Italie | 2006-2007 | 2007-2008 |
| Sirio Perugia           | Italie | 2008-2009 | 2009-2010 |
| Pomezia Volley          | Italie | 2010-2011 | 2010-2011 |
| Volley Loreto Femminile | Italie | 2011-2012 | 2011-2012 |
| AGIL Volley             | Italie | 2012-2013 | …         |

## Palmarès
- Championnat du monde de volley-ball féminin des moins de 18 ans 2005: Meilleure contreuse.